# Patrick Marber
Patrick Albert Crispin Marber, född 19 september 1964 i Wimbledon i sydvästra London, är en engelsk komiker, dramatiker och manusförfattare. Han har även regisserat på scen och i TV.

## Biografi
Patrick Marber har en examen i engelska och litteraturvetenskap från Wadham College vid University of Oxford. Därefter verkade han som ståuppkomiker. Under 1990-talet skrev och medverkade han i komediserier i radio och TV, bland annat den surrealistiska nyhetsparodin The Day Today.
Hans debutpjäs Dealer’s Choice hade premiär på Royal National Theatre 1995 och flyttades sedan till West End. Den vann The Evening Standards pris för bästa komedi och Writers' Guild of Great Britains pris för bästa pjäs på West End . Pjäsen utspelar sig på en italiensk restaurang och studerar relationer och maktspel mellan män under dagens arbete och ett nattligt pokerparti i källaren. Samma år kom After Miss Julie – en adaption av August Strindbergs Fröken Julie, där handlingen är flyttad till England just efter krigsslutet 1945. Den hade premiär på Donmar Warehouse i London, spelades in av BBC och sattes upp på Broadway i New York.
Closer (1997) blev Marbers stora genombrott som dramatiker. också denna pjäs vann Evening Standards pris för bästa komedi, liksom kritikerpriset Critics' Circle Theatre Award och Laurence Olivier Award för bästa nya pjäs. Den har spelats i över hundra städer på trettio olika språk, och filmatiserades 2004 efter Marbers eget manus (Closer) i regi av Mike Nichols och med bland andra Julia Roberts, Jude Law, Clive Owen och Natalie Portman i rollerna.
Nästa filmmanus var Notes on a Scandal 2006 i regi av Richard Eyre, med Judi Dench som förbittrad äldre lärare som ertappar sin kollega (Cate Blanchett) med att ha en affär med en minderårig elev, gjorde succé och Marbers manus Oscarnominerades. Likaledes väl mottagen blev pjäsen Don Juan in Soho, en adaption av Molières Don Juan.
Trots att hans huvudsakliga genre är komedin räknas hans dramatik till den riktning som i Storbritannien sedan 1990-talet går under namnet in-yer-face-theatre med portalnamn som Sarah Kane och Mark Ravenhill. 

## Uppsättningar i Sverige
- 1998 Närmanden (Closer), Dramaten, översättning Einar Heckscher, regi Stefan Larsson, med bl.a. Jakob Eklund, Dan Ekborg & Melinda Kinnaman
- 1998 Closer, Göteborgs stadsteater, översättning Einar Heckscher, regi Joachim Siegård, med bl.a. Helena af Sandeberg & Marika Lagercrantz
- 2002 Närmanden, Teater Västernorrland, översättning Einar Heckscher, regi Tomas Melander
- 2007 Don Juan i Soho (Don Juan in Soho), Stockholms stadsteater, översättning Pamela Jaskoviak, regi Rickard Günther, med bl.a. Björn Kjellman & Tomas Bolme